# Фізкультурно-оздоровчий комплекс «Олімпія» (Чернівці)
Фізкультурно-оздоровчий комплекс «Олімпія» (Чернівці) — комплекс спортивних споруд у Чернівцях, розташований на південній околиці міста. Щомісяця на «Олімпії» проводять понад 600 тренувань.
До складу комплексу входять: спортивна зала зі стандартним міні-футбольним майданчиком (42м х 24м) та трибунами, футбольне поле з штучною травою 110м х 70м, майданчик з штучним покриттям 42м х 24м, майданчик з штучним покриттям 30м х 15м, 2 площадки з трав’яним покровом, розмірами 50 на 30 метрів; тренажерний комплекс, роздягальні, душові, тренерські кімнати, адміністративні та медичні приміщення, тощо.
Директор ФОК «Олімпія»: Євген Романович Дзівідзінський.

## Історія
Із ініціативи Євгена Дзівідзінського, який працював заступником директора міської СДЮСШ «Буковина» з футболу, звернув увагу керівника міського спорту Святослава Дяконюка на цей потенційний спорткомплекс. Святослав Васильович ініціював передачу цього потенційного спорткомплексу у комунальну власність міста для його добудови. Чернівецький міський голова Микола Федорук цю ініціативу підтримав. За кошти міського бюджету були продовжені будівельні роботи.

Штучне покриття 110м х 70м

Офіційно ФОК «Олімпія» був відкритий 29 вересня 2004 року. Символічну стрічку перерізали Чернівецький міський голова Микола Федорук, голова Чернівецької обласної державної адміністрації Михайло Романів та заслужений майстер спорту Іван Гешко.
Пізніше на території ФОК були облаштовані майданчики з штучною травою (штучне покриття, згідно із державною програмою, отримали від Міністерства сім'ї, молоді та спорту України), тренажерний комплекс (отриманий за тією ж державною програмою), а також перше у Західній Україні футбольне поле з штучною травою розміром 110 м х 70 м, відкриття якого відбулося 19 грудня 2006 року, а на будівельні роботи з міського бюджету було витрачено приблизно 5 млн грн.
В 2012 році всі майданчики було оновлено, а у вересні та листопаді 2018 року була проведена реконструкція основного поля. У 2020 році було встановлено електротабло на основному стадіоні, а подальші плани у колективу ФОК «Олімпія» це: заміна покриття на міні-майданчиках та ремонт підлогового покриття у спортивному залі.

## Змагання

Спортивна зала

У ФОК «Олімпія» регулярно проводяться змагання як місцевого, так і національного і міжнародного рівня. Зокрема, тут неодноразово проводилися чемпіонати і кубки України з різних видів спорту (крім футзалу і баскетболу): настільний теніс, бокс, дзюдо, карате, спортивні танці, панкратіон, тощо. Також тут відбувалися матчі національних збірних України і Франції з боксу, товариський матч молодіжних збірних України і Румунії з футзалу.

## Персоналії
У різний час серед почесних гостей ФОКу «Олімпія» були голова Національного олімпійського комітету України, чемпіон та рекордсмен світу, Європи та Олімпійських ігор, заслужений майстер спорту Сергій Бубка, чемпіон світу серед професіоналів Василь Ломаченко. Заслужені майстри спорту з футболу Анатолій Коньков, Володимир Трошкін, колишній гравець київського «Динамо» Віктор Хлус, тренер національної збірної України з футзалу Геннадій Лисенчук, чемпіон світу з легкої атлетики Іван Гешко, дворазова чемпіонка світу зі стрільби з лука, заслужений майстер спорту Тетяна Мунтян, чемпіон світу з армспорту Андрій Пушкар.